# 군사동맹 목록
이 문서는 군사동맹 목록이다.

## 역사적 군사 동맹

### 헬레니즘 시대

그리스 도시국가의 연맹체

- 기원전 499년 ~ 기원전 449년 페르시아 전쟁
  - 헬레니즘 연맹 - 아테네, 스파르타, 마케도니아 등

- 기원전 431년 ~ 기원전 404년 펠로폰네소스 전쟁
  - 델로스 연맹 - 아테네, 아르고스, 히오스, 사모스, 레스보스 등
  - 펠로폰네소스 연맹 - 스파르타, 코린토스, 테베, 시라쿠사 등

- 634년 ~ 1453년 기독교-이슬람 전쟁
  - 십자군 - 프랑스, 잉글랜드, 신성 로마 제국, 예루살렘 왕국, 베네치아 공화국
  - 레콩키스타 - 포르투갈, 카스티야 왕국
  - 지하드 - 파티마 왕조, 아이유브 술탄국
  - 에티오피아-포르투갈 조약 - 포르투갈, 에티오피아 제국

### 중세 시대
- 1337년 ~ 1453년 백년 전쟁
  - 오울드 동맹 - 스코틀랜드, 프랑스, 노르웨이
  - 윈소르 조약 - 포르투갈, 잉글랜드

### 근대
- 1494년 ~ 1559년 이탈리아 전쟁
  - 캉브레 동맹 - 교황령, 프랑스, 아라곤, 신성 로마 제국
  - 가톨릭 동맹 (이탈리아) - 교황령, 베네치아, 잉글랜드, 아라곤, 신성 로마 제국
- 1546년 ~ 1547년 슈말칼덴 전쟁
  - 슈말칼덴 동맹 - 여러 신성 로마 제국 제후국
- 1571년 기독교-이슬람 전쟁
  - 신성 동맹 - 교황령, 스페인, 베네치아 공화국 등
- 1618년 ~ 1648년 30년 전쟁
  - 가톨릭 제후연맹 - 바이에른 선제후국, 기타 가톨릭 선제후국
  - 개신교 제후동맹 - 기타 개신교 선제후국
  - 논서치 조약 - 네덜란드 공화국, 잉글랜드
- 1683년 ~ 1699년 대튀르크 전쟁
  - 신성 동맹 - 신성 로마 제국, 폴란드-리투아니아 연방, 베네치아 공화국, 러시아 차르국
- 1688년 ~ 1697년 9년 전쟁 (윌리엄 왕 전쟁)
  - 아우크스부르크 동맹 - 네덜란드, 신성 로마 제국, 스페인, 오스트리아, 잉글랜드, 사보이 공국, 스웨덴, 스코틀랜드
  - 프랑스, 재커바이트
- 1700년 ~ 1721년 대북방 전쟁
  - 반스웨덴 동맹 - 러시아, 덴마크-노르웨이, 폴란드-리투아니아 연방, 작센 선제후국, 프로이센 왕국, 브라운슈바이크뤼네부르크 선제후령
- 1701년 ~ 1714년 스페인 왕위 계승 전쟁
  - 신성 로마 제국 (합스부르크 군주국, 프로이센 왕국, 브라운슈바이크뤼네부르크 선제후령 포함), 그레이트브리튼 왕국 (잉글랜드 왕국, 스코틀랜드 왕국 포함), 네덜란드 공화국, 사보이 공국, 포르투갈 왕국, 합스부르크 스페인, 치카소 족, 야마소족
  - 프랑스 왕국, 부르봉 스페인, 바이에른 선제후국, 와바나키 연방, 모호크 족, 촉토 족, 티무카 족, 아팔라치 족, 나체즈 족
  - 이로쿼이 연맹
- 1717년 기독교-이슬람 전쟁
  - 신성 동맹 - 포르투갈, 교황령, 베네치아 공화국, 말타
- 1718년 ~ 1720년 사국 동맹 전쟁
  - 스페인 제국, 재커바이트
  - 그레이트브리튼 왕국, 프랑스 왕국, 신성 로마 제국, 네덜란드 공화국, 사보이 왕국
- 1739년 ~ 1748년 오스트리아 왕위 계승 전쟁 (조지 왕 전쟁, 젱킨스의 귀 전쟁, 제1차 카르나티크 전쟁, 제1차 실레시아 전쟁, 제2차 실레시아 전쟁)
  - 프로이센 왕국, 그레이트브리튼 왕국, 브라운슈바이크뤼네부르크 선제후령, 브라운슈바이크볼펜뷔텔 공국, 이로쿼이 연맹, 포르투갈 왕국, 헤센카셀 방백, 샤움부르크리페 공국
  - 프랑스 왕국, 오스트리아 대공국, 러시아 제국, 스페인 제국, 스웨덴, 작센 선제후국, 무굴 제국
- 1775년 ~ 1783년 미국 독립 전쟁
  - 원주민
    - 영국과 동맹 - 카유가 족, 체로키 족, 크리크 족, 모호크 족, 오논다가 족, 세네카 족
    - 미국과 동맹 - 오나이다 족, 모히칸 족, 투스카로라 족

  - 동맹 조약 - 미국, 프랑스 왕국
  - 아랑후에스 조약 - 프랑스 왕국, 스페인 제국
  - 중립 무장 동맹 - 러시아 제국, 덴마크-노르웨이, 스웨덴, 프로이센 왕국, 신성 로마 제국, 네덜란드 공화국, 포르투갈 왕국, 양시칠리아 왕국, 오스만 제국

### 19세기

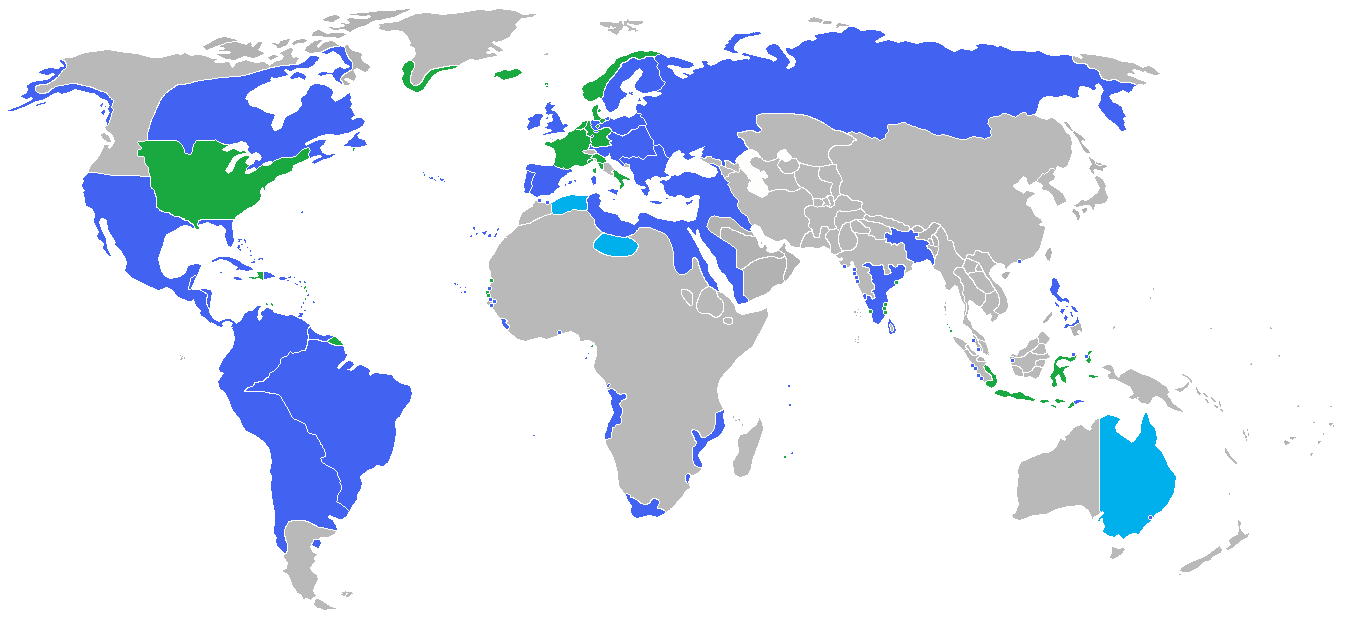
나폴레옹 전쟁의 교전국, 초록색이 프랑스 제1제국, 파란색이 동맹국이다.

- 1803년 ~ 1815년 나폴레옹 전쟁
  - 사국 동맹 - 영국, 오스트리아 제국, 프로이센 왕국, 러시아 제국
- 1812년 ~ 1815년 1812년 전쟁
  - 미국, 촉토 족, 체로키 족, 크리크 족
  - 영국, 쇼니 족, 오지브와 족, 크리크 족, 치카모가 족, 메스콰키 족, 마이애미 족, 밍고 족, 오타와 족, 키카푸 족, 레나페 족, 마스코우텐 족, 포타와토미 족, 사우크 족, 와이언도트 족, 스페인
- 1815년 ~ 1825년 절대주의-자유주의 분쟁

신성 동맹

- - 신성 동맹 - 오스트리아 제국, 프로이센 왕국, 러시아 제국
- 1853년 ~ 1856년 크림 전쟁
  - 프랑스 제1제국, 영국, 오스만 제국, 사르데냐 왕국
- 삼국 동맹 조약 - 브라질 제국, 우루과이, 아르헨티나
- 1873년 ~ 1878년, 1881년 ~ 1887년 삼제 동맹 - 러시아 제국, 오스트리아-헝가리, 독일 제국
- 1879년 ~ 1918년 독오 동맹 - 독일 제국, 오스트리아-헝가리
- 1882년 ~ 1914년 삼국 동맹 - 독일 제국, 오스트리아-헝가리, 이탈리아 왕국
- 1886년 ~ 1894년 제1차 사모아 내전
  - 마타아파, 미국
  - 타마세세, 독일 제국
- 1892년 ~ 1917년 러불 동맹 - 러시아 제국, 프랑스 제3공화국
- 1898년 ~ 1899년 제2차 사모아 내전
  - 사모아, 미국, 영국
  - 마타아파, 독일 제국
- 1899년 ~ 1901년 의화단 운동
  - 열강 8국 - 오스트리아-헝가리, 프랑스 제3공화국, 독일 제국, 이탈리아 왕국, 일본 제국, 영국, 미국, 러시아 제국

### 20세기
- 제1차 발칸 전쟁
  - 1912년 ~ 1913년 발칸 동맹 - 그리스 왕국, 불가리아 왕국, 몬테네그로 왕국, 세르비아 왕국

- 제1차 세계 대전

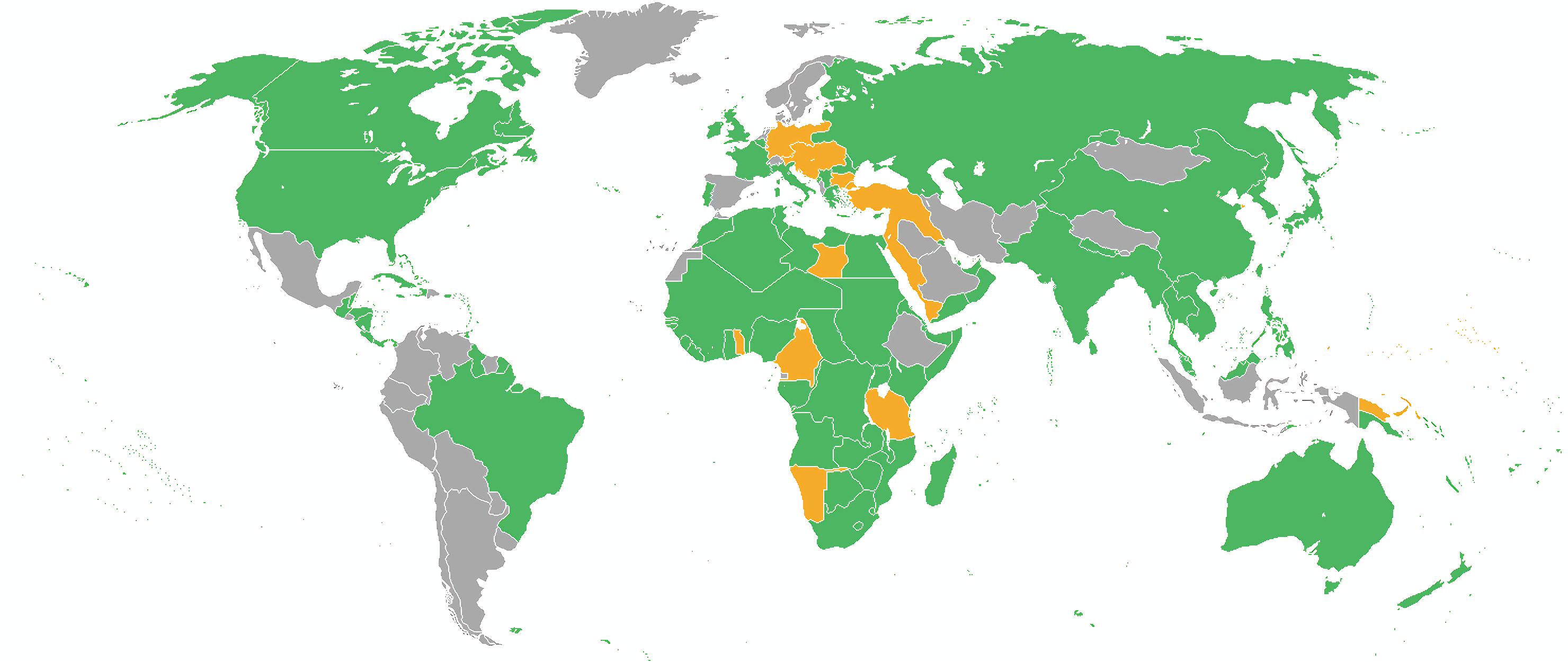
제1차 세계 대전의 교전국, 주황색이 동맹국, 초록색이 협상국

  - 1902년 ~ 1923년 영일 동맹 - 영국, 일본 제국
  - 1907년 ~ 1918년 삼국 협상, 협상국 - 러시아 제국 (1917년 10월까지), 영국, 프랑스 제3공화국, 이탈리아 왕국, 세르비아 왕국, 루마니아 왕국, 포르투갈 (1916년부터)
  - 1914년 ~ 1918년 동맹국 - 독일 제국, 오스트리아-헝가리, 오스만 제국, 불가리아 왕국
- 전간기
  - 1920년 ~ 1938년 소협상 - 체코슬로바키아 제1공화국, 루마니아 왕국, 유고슬라비아 왕국
- 1931년 ~ 1945년 중일 전쟁 (1941년 이후 태평양 전쟁으로 확대)
  - 1931년 ~ 1938년 중화민국, 나치 독일
  - 1937년 ~ 1941년 중소 불가침 조약 - 중화민국, 소련
  - 1941년 ~ 1942년 아메리카 자원군 - 중화민국, 미국

- 제2차 세계 대전

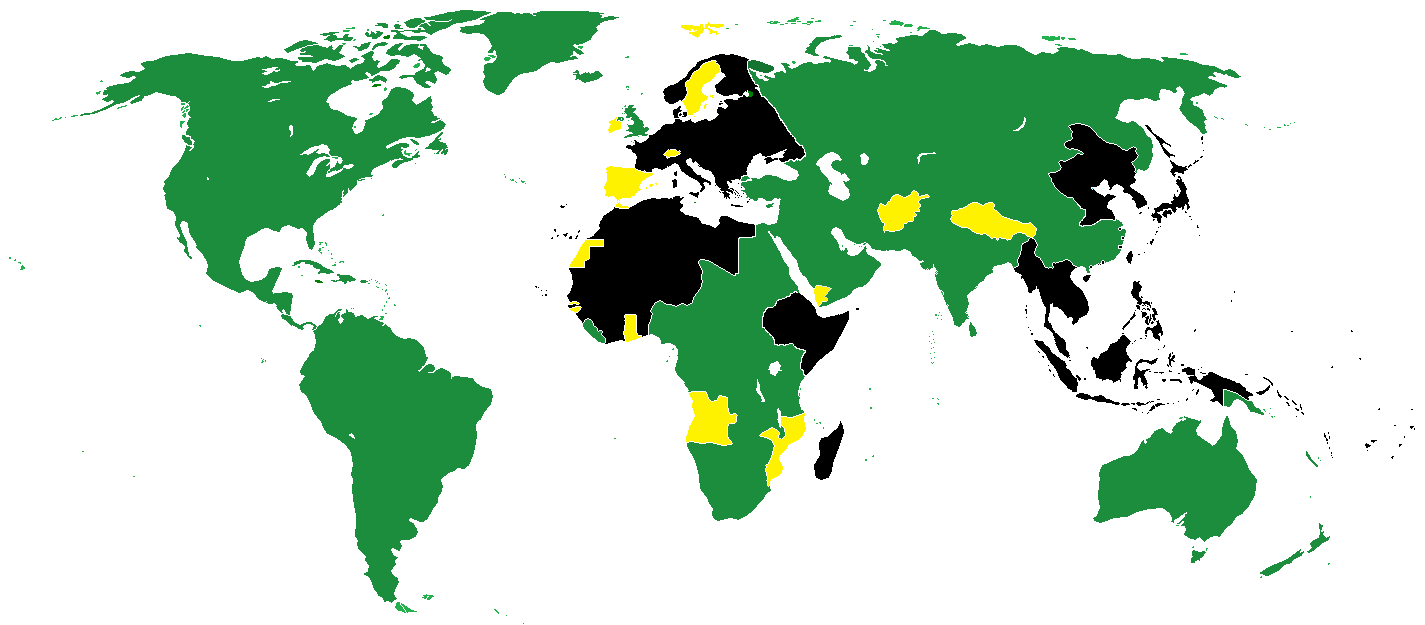
제2차 세계 대전의 교전국, 검은색이 추축국, 초록색이 연합국, 노란색이 중립국이다.

  - 1939년 ~ 1945년 연합국
  - 1939년 ~ 1945년 이베리아 조약 - 포르투갈, 스페인
  - 1940년 ~ 1945년 추축국

- 냉전

1980년의 냉전

  - 1947년 미주상호보조조약 (2017년 현재 가입국) - 아르헨티나, 바하마, 브라질, 칠레, 콜롬비아, 코스타리카, 도미니카 공화국, 엘살바도르, 과테말라, 온두라스, 아이티, 파나마, 파라과이, 페루, 트리니다드 토바고, 미국, 우루과이
  - 1948년 ~ 2011년 서유럽 연합
  - 1949년 ~ 현재 북대서양 조약 기구 - 미국, 캐나다, 유럽 국가 대부분
  - 1953년~ 현재 한미상호방위조약- 대한민국과 미국
  - 1950년 ~ 현재 유엔사령부 - 대한민국, 미국 등
  - 1951년 ~ 현재 태평양 안전 보장 조약 - 오스트레일리아, 뉴질랜드, 미국
  - 1954년 ~ 1977년 동남아시아 조약 기구 - 미국, 영국, 뉴질랜드, 파키스탄, 필리핀, 태국, 오스트레일리아, 남베트남
  - 1955년 ~ 1979년 중앙 조약 기구 - 영국, 터키, 이란, 이라크, 파키스탄
  - 1955년 ~ 1980년 중미 공동 상호방위조약 - 중화민국, 미국
  - 1955년 ~ 1991년 바르샤바 조약 기구 - 소련, 동독, 불가리아 인민공화국, 헝가리 인민공화국, 폴란드 인민공화국, 루마니아 사회주의 공화국, 체코슬로바키아 사회주의 공화국
  - 1958년 ~ 현재 북미항공우주방위사령부 - 미국, 캐나다
  - 1960년 ~ 현재 미일안전보장조약 - 미국과 일본
  - 1961년 ~ 1996년 조소 우호협조 및 상호원조 조약 - 북한과 소비에트 연방
  - 1961년 ~ 현재 조중우호, 협조 및 호상원조에 관한 조약 - 북한과 중국
  - 1970년 ~ 1974년 알고라 운동 - 남아프리카 연방, 포르투갈, 로디지아
- 신냉전
  - 2024년 ~ 현재 조선민주주의인민공화국과 로씨야련방사이의 포괄적인 전략적동반자관계에 관한 조약 - 북한과 러시아